# شيكنا دومبيا
شيكنا دومبيا (مواليد 14 يونيو 2003) لاعب كرة قدم مالي يجيد اللعب كمهاجم مع نادي خورفكان معار من نادي شباب الأهلي في الدوري الإماراتي .

## مسيرة اللاعب
بدأ مع بلاك ستارز المالي و انتقل إلى نادي شباب الأهلي مطلع عام 2021 وأعير إلى نادي خورفكان في صيف 2024.

## روابط خارجية
شيكنا دومبيا على موقع إي إس بي إن إف سي (الإنجليزية)
- شيكنا دومبيا على موقع قاعدة بيانات كرة القدم.إي يو (الإنجليزية)
- شيكنا دومبيا على موقع Soccerway.com (الإنجليزية)
- شيكنا دومبيا على موقع عالم كرة القدم.نت (الإنجليزية)
- شيكنا دومبيا على موقع اللجنة الأولمبية الدولية (الإنجليزية)